# Dagonodum
Dagonodum — вимерлий рід зифіїдних китоподібних, відомий з морських відкладень тортонського віку у формації Грама в Данії. Відомий лише один вид, Dagonodum mojnum.

## Етимологія
Назва роду є посиланням на бога Дагона, якому поклонялися як головного бога і як божества процвітання в стародавній внутрішній Сирії. Назва виду є посиланням на слово «до побачення» на місцевому діалекті Південної Ютландії, де були знайдені скам’янілості. Слово «mojn» німецького походження, де воно використовується як привітання, так і прощання.

## Таксономія
Вид відрізняється двома парами нижньощелепних бивнів і довгою мордою. Він також мав довгу шию, що призвело до припущень, що він погано підходить для глибоких занурень.

## Харчування
Вид примітний своєю відмінністю від інших ziphiidae того періоду в тому, що він, здається, менше залежить від живлення відсмоктуванням.